# La parte dell'altro
La parte dell'altro (La Part de l'autre) è un romanzo ucronico dello scrittore franco-belga Éric-Emmanuel Schmitt, pubblicato in Francia nel 2001 e in Italia nel 2011. Il romanzo è stato tradotto in numerose lingue, fra cui inglese, tedesco, coreano e vietnamita.

## Trama
Il racconto si sviluppa su due archi narrativi paralleli: il primo segue le vicende personali di Adolf Hitler durante la giovinezza e l'ascesa del nazismo, il secondo immagina che l'8 ottobre del 1908 Hitler sia stato ammesso all'Accademia di belle arti di Vienna anziché esserne respinto.
In questa seconda dimensione parallela il protagonista è sempre chiamato Adolf H. Questi incontra Sigmund Freud e segue con lui un percorso di psicanalisi che lo aiuta a risolvere molti problemi irrisolti risalenti all'infanzia; dopo la Grande Guerra si trasferisce a Montparnasse, il quartiere degli artisti di Parigi, diventa un pittore surrealista e sposa un'ebrea americana.

## Edizioni
- Éric-Emmanuel Schmitt, La parte dell'altro, traduzione di Alberto Bracci Testasecca, Roma, Edizioni e/o, 2011  [2001], ISBN 9788876418426.